# Melanagromyza oligophaga
Melanagromyza oligophaga är en tvåvingeart som beskrevs av Spencer 1990. Melanagromyza oligophaga ingår i släktet Melanagromyza och familjen minerarflugor. Inga underarter finns listade i Catalogue of Life.